# Porte e mura fortificate di Marsala
Le porte e le mura fortificate di Marsala sono  delle architetture militari costruite in varie epoche storiche con il compito strategico di difesa della città lilibetana.
Le porte oltre alla funzione strategica di difesa militare avevano anche il compito di delimitare il centro cittadino.

## Porte
In origine nella città di Marsala si aprivano quattro porte:
- Porta Garibaldi;
- Porta Nuova;
- Porta Mazara;
- Porta di Trapani detta anche "Porticella".

Porta Garibaldi e Porta Nuova sono ancora esistenti e sono in ottimo stato di conservazione, mentre Porta Mazara e Porta di Trapani (Porticella) sono state distrutte, quest'ultima invece e in corso un progetto di recupero e di ricostruzione con gli stessi blocchi di pietra originali.

### Porta Garibaldi

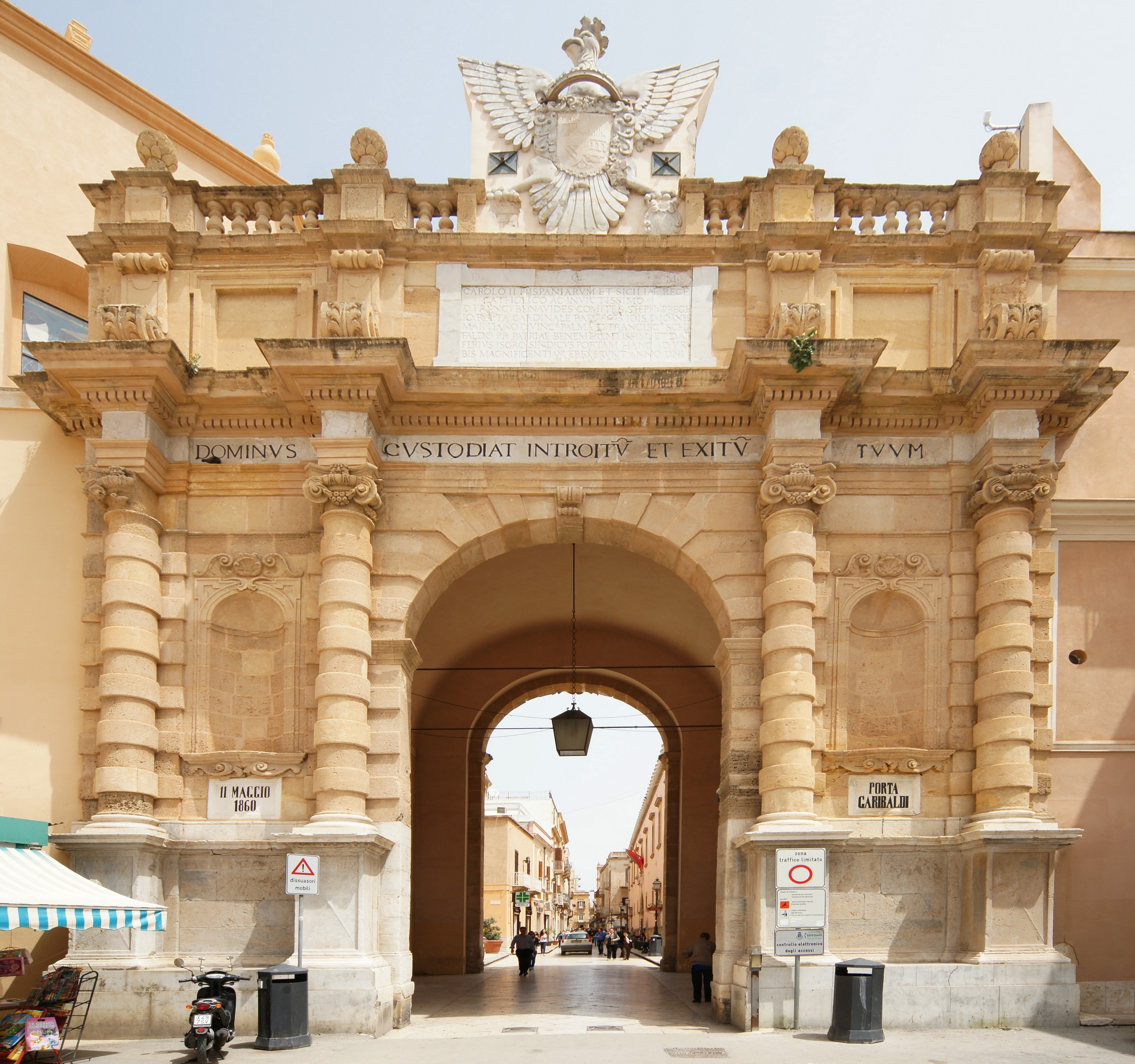
Porta Garibaldi - Marsala

È la più antica della città e in origine si chiamava "Porta di mare" in quanto costruita vicino al mare, successivamente prese il nome attuale (Porta Garibaldi), in quanto l'11 maggio 1860 Giuseppe Garibaldi sbarcò a Marsala, e in quel giorno con i Mille attraverso questa porta, e a ricordo perenne di quel giorno e dell'eroe dei due mondi il consiglio comunale decise di intitolarla al generale Garibaldi.
Fu costruita nel 1685 in sostituzione della precedente ritenuta "non degna di una città così bella come Marsala".
Porta di Mare esisteva già nei primi del '400, ma aveva uno stille architettonico modesto e inoltre l'incuria e la mancanza di denaro la fecero rovinare.
Nel 1685 Carlo II decise di abbattere la costruzione preesistente e di erigere quella nuova.
La nuova costruzione è di stile  Barocco con motivi manieristici. 
Essa è stata definita dal marchese di Villabianca “La più nobile ed elegante tra esse porte, perché fatta di nobile fabbrica, con cupola, colonne e balaustre”

### Porta Nuova
È la seconda porta antica di Marsala. La porta è stata costruita nel XVIII secolo e più precisamente nel 1790 su progetto dell'ingegnere Meo in sostituzione della precedente che era pericolante per via del suo stato di degrado.
La "vecchia" porta che risaliva al XVI secolo era in legno ed era stata costruita dal falegname Gaspare Paci, e fu abbattuta nel XVIII secolo perché pericolante.
Il nome "Porta Nuova" sta a indicare appunto che si tratta di una nuova costruzione eretta nello stesso posto dove si ergeva la precedente costruzione.

### Porta Mazara
Era la porta più importante di Marsala anche perché essa immetteva nelle strade che portavano a Mazara del Vallo, Salemi e a Palermo. 
Fu eretta nel 1572 e prendeva il nome della vicina città di Mazara del Vallo, ma veniva molto spesso soprannominata dai marsalesi "Porta Pignoso".  La porta era dotata di un baluardo che prese il nome del Capitano d’armi Giovanni Pignero, e aveva caratteristiche simili a quella di Porta Felice a Palermo.
Ai due lati della porta erano collocati due abbeveratoi pubblici. 
Nel 1875 per volontà del consiglio comunale la porta fu abbattuta in seguito ad una delibera comunale, per rendere più agevole la viabilità con il Borgo 
, e fu realizzata una piazza, l'attuale piazza Matteotti che in origine fu intitolata a Felice Cavallotti, e che nel periodo fascista fu chiamata XXVII Ottobre e infine dopo la seconda guerra mondiale fu intitolata a Giacomo Matteotti.
I due abbeveratoi furono anch'essi distrutti, mentre uno è stato ricostruito con le stesse pietre e fu collocata all’esterno della Chiesa di San Francesco di Paola, sita in corso Calatafimi.

### Porta di Trapani (Porticella)
Era la più piccola delle quattro porte e prendeva il nome della vicina città di Trapani, dai marsalesi veniva detta "porticella" soprannome derivato molto probabilmente perché piccola. Aveva uno stile architettonico sobrio e semplice. Era realizzata in tufo ed era dotata di un cancello. Fu demolita nel 1802 per decisione del consiglio comunale dopo una delibera comunale. Recentemente il comune ha decretato la ricostruzione della porta che verrà ricostruita con gli stessi blocchi di pietra, che erano stati comprati da un cittadino di Mazara del Vallo, e il comune dopo aver appurato l'attendibilità e che si tratta dei blocchi originali ha avviato l'iter per comprarli e in seguito avviare i lavori di ricostruzione.